# 皮氏耀鯰
皮氏耀鯰，為輻鰭魚綱鯰形目塘虱魚科的其中一種，分布於非洲喀麥隆Nyong Fluss地區，棲息在水底，體長可達13.6公分。

## 扩展阅读
維基物種上的相關：皮氏耀鯰